# Basilica Porcia
Basilica Porcia var den första basilikan att uppföras i antikens Rom. Den uppfördes år 184 f.Kr. på Forum Romanum på initiativ av Marcus Porcius Cato. Basilica Porcia var belägen mellan Lautumiae och Curia Hostilia vid Comitium. Basilikan förstördes i en eldsvåda i samband med Publius Clodius Pulchers begravning år 52 f.Kr. och kom inte att återuppbyggas. Branden hade orsakats av Clodius likbål framför curian; bålet hade antänt de angränsande byggnaderna.